# Печурка
Печурка (гљива са листићима) је животна форма гљиве чије плодоносно тело расте изнад земље и састоји се из дршке и шешира, а мицелијум се налази у подлози. Уколико је меснати шешир са порама, тада се говори о вргањима, а уколико расту по дрвећу, тада су то листићарке, рупичари, игличарке и друге. Постоје још и пухаре, пупавци итд. У сваком случају се не ради о филогенетској групи, већ о изгледу гљиве.

## Циклус развића
Циклус развића почиње тако што клијају две споре, од којих свака садржи половину наследног материјала. Приликом клијања стварају хифе, кончасте ћелије које образују мицелијум који продире у хранљиву подлогу. Без обзира на начин постанка плодоносног тела (карпофора) увек долази до спајања два комплементарна кончића. Код Basidiomycota на наличју шешира су листићи прекривени базидијама, односно ћелијама које имају четири оштра продужетка (стеригме). Сваки од њих носи на врху једну базидиоспору која ће касније клијањем дати нови мицелијум. Печурке производе велики број спора. На пример печурка пречника 10 cm за шест дана може да створи око 16 милиона спора. Споре се разносе на различите начине; уз помоћ кишних капи, ветра или животиња.

### Вилински кругови
Вилински или вештичји кругови представљају појаву да печурке расту у кругу. То се дешава јер се мицелијум равномерно шири почевши од средине. Унутар овог круга трава је оскуднија, вероватно зато што је мицелијум загушио ваздушне међупросторе у земљишту, па тако вода не може да доспе до корења биљака или зато што мицелијум паразитира на корењу тог биља. Са унутрашње и спољашње стране круга печурака постоји плодни појас са много траве јер хифе разлажу протеине у осушеном биљу и тако обогаћују земљиште минералима. Са спољне стране земљиште се обогаћује минералима и вероватно због распадања старог мицелијума гљиве. Око тог појаса, трећег (и последњег) круга, налази се појас који је уобичајен за дати екосистем.

## Исхрана
Сирове смеђе печурке се састоје од 92% воде, 4% угљених хидрата, 2% протеина и мање од 1% масти. У количини од 100 грама сирових печурки садржано је 22 калорија. Оне су богат извор (20% или више дневне вредности, ДВ) Б витамина, као што су рибофлавин, ниацин и пантотенска киселина, селенијум (37% ДВ) и бакар (25% DV), и умерен су извор (10—19% ДВ) фосфора, цинка и калијума (табела). Оне садрже минималне количине или немају витамина Ц и натријума.

### Витамин Д
Министарство за пољопривреду САД пружа евиденцију да печурке изложене UV зрацима било да су сунчеви или продукт лампи са UV зрачењем, садрже знатне количине витамина Д. При излагању ултраљубичастом (УВ) светлу, чак и након бербе, ергостерол у печуркама се конвертује у витамин Д2, што је процес који се у данашње време наменски користи за повећање количине витамина Д у печуркама за малопродајно тржиште функционалне хране. У свеобухватној процени безбедности производње витамина Д у свежим печуркама, истраживачи су показали да су технологије вештачког УВ светла подједнако ефикасне за производњу витамина Д као и у гљивама које су изложене природној сунчевој светлости и да УВ светло има дугу евиденцију безбедне употребе у производњи витамина Д у гљивама.
Посебно богат извор витамина Д су буковаче и шитаке, али се овај витамин може наћи и у шампињонима у колико се довољно изложе (УВ) светлу. Убрана печурка се излаже светлости на 10 до 15 сати. Није обавезно да буду директно на сунцу већ је довољно оставити их у просторији, крај прозора. Добро би било притом обезбедити струјање ваздуха које исушује ваздух у близини гљива, јер у супротном може доћи до разлагања беланчевина, што изазива кварење, пропадање.

## Гљиварство
Гљиварство је грана пољопривреде која се бави гљивама (односно печуркама, како се чешће називају гљиве које се користе у исхрани) или занимање за њих ради сакупљања јестивих врста за храну или због задовољавања сопствене знатижеље. Особе које се баве гљиварством (гљивари) често се удружују у гљиварска друштва. Гљиварство не треба мешати с микологијом, граном биологије која се бави проучавањем гљива. 
Појам гљиварство обухвата такође и узгој гљива. Због једноставности се узгајају понајпре сапротрофне гљиве, за које је најважније осигурати одговарајући супстрат, влажност и температуру. Најчешће се узгаја шампињон (Agaricus biosporus), буковача (Pleurotus ostreatus) и шитаке (Lentinula edodes). Микоризне гљиве пуно је теже узгајати, јер захтевају повезаност са живом биљком.
Печурке су значајне и за људе и могу бити јестиве, условно јестиве, нејестиве, отровне и смртно отровне. Правила постоје, па се тако може рећи да су вргањи јестиви, осим када имају црвене споре или црвене „ознаке“ на дршци (стручку). Ипак, сигуран начин за разликовање ових група не постоји и могу их разликовати само стручњаци. Такође, приликом припремања хране, потребно је добро термички обрадити печурке из групе условно јестивих, јер се одређени отрови уништавају на високим температурама.

### Препознавање гљива
Да би се са сигурношћу гљиве сврстале и детерминисале, што је нарочито важно код брања гљива у природи, неопходно је пратити више значајнијих морфолошких одлика, односно дати одговоре на следећа питања:
1. Да ли гљиве расту појединачно, у групама или у букетима
2. Које је њихово станиште: дрво, шумска стеља, земља итд.
3. Имају ли шешир, дршку или су неодређеног облика
4. Које су одлике шешира: димензије, боја, да ли су му ивице наребране, повијене, расцепане и сл.
5. Да ли је плодиште - месо на коме се формирају споре, састоје од листића, цевчица, иглица, вена или је у питању глатка површина.
6. Да ли плодно тело има дршку и ако је има да ли је она постављена централно или не, које су јој димензије, боја и конзистенција, које су карактеристике њеног доњег дела, да ли се и на који начин плодиште додирује са дршком.
7. Да ли на др[[ци постоји прстен, сукњица или кончасте нити, а у њеној основи врећасти овој.
8. Да ли је месо гљиве пихтијасто, влакнасто, зрнасто или плутасто (дрвенасто), каква му је боја, мирис, понекад укус, да ли се мења боја на преску и да ли лучи бистру или млечну течност.
9. Које је боје отисак спора[11]

## Производња печурака
Чињеница је да се број врста и укупна количина самониклих гљива у природи смањује. Узроци овог неповољног процеса леже у смањивању станишта и повећању загађења животне средине. Једини начин да се добију јефтине гљиве јесте да се произведу. За сиромашни део човечанства ово је од великог значаја, пошто јефтини протеини из гљива могу у знатној мери да замене протеине из меса. Потрошњу гљива повећавају и богата друштва - људима који свакодневне послове обављају углавном седећи нису више потребне висококалоричне намернице. С друге стране, производња гљива доприноси очувању животне средине - гајене гљиве су јефтиније од самониклих, што смањује притисак на шуме, а такође се производњом гљива и велика количина биљног отпада претвара у протеине (пањеви, пиљевина, слама и сл). За она рурална подручја у којима ова врста отпада представља проблем производња гљива могла би бити кључ одрживог развоја.
Производња печурака, плодних тела макромицета, у свету данас прелази 10 милиона тона годишње и све више је у порасту. Укупна вредност ове индустрије, заједно са производњом за медицинске сврхе и прометом самониклим гљивама (које из године у годину опада), надмашује вредност индустрије кафе и износи више десетина милијарди долара. На трпезама и богатих и сиромашних је све више различитих врста гајених гљива. 
Од печурака се највише производе шампињони (Аgaricus biosporus, Agaricus storquis) али се све више узгајају и друге врсте гљива, најчешће из рода Pleurotus (буковача и њој сличне врсте). У порасту је и производња гљиве шитаке (Ši-take), а у топлијим крајевима се гаји и такозвана гљива пиранчане сламе (Volvariella volvacea).